# Nieuw Regiment
Het Nieuw Regiment was een landcharter van Brabant dat werd verleend door hertog Jan IV op 22 mei 1422. Nadat het jaar voordien met het Privilege van de Ruwaard een vervangingsrecht was afgedwongen, zorgde het Nieuw Regiment voor een bredere versterking van het Brabants constitutionalisme. De Staten van Brabant werden schriftelijk gelegitimeerd en bepaalden mee de samenstelling van de hertogelijke raad, zonder dewelke de vorst niet meer kon optreden. Op de achtergrond vergrootte Filips de Goede de Bourgondische invloed in Brabant. Niet alle nieuwe rechten bleven nadien behouden, maar sommige vonden hun weg naar de Blijde Inkomsten.

## Ontstaanscontext
Van zodra het regentschap over de weinig daadkrachtige hertog Jan IV een einde nam, kwam zijn bestuur in botsing met de steden en baronnen van Brabant, die niet werkloos toekeken toen de verkeerde raadslieden het voor het zeggen kregen. De Staten van Brabant beriepen zich in 1418 op de weerstandsformule in de Blijde Inkomst, weigerden tot drie keer toe beden toe te staan, veroordeelden zes van zijn raadslieden en stelden op 1 oktober 1420 zijn zestienjarige broer Filips van Sint-Pol aan tot ruwaard van Brabant, omringd door een raad die de Staten hadden samengesteld. De hertog probeerde met een leger de macht in Brussel terug te grijpen, maar een gewapende opstand van de ambachten verhinderde dat. Sint-Pol beloonde de ambachten door hen op voet van gelijkheid in het stadsbestuur te laten deelnemen (statuut van 11 februari 1421). Hun gezworenen en honderdmannen werden een nieuwe machtsfactor. Hertog Jan IV zag geen andere keuze dan door het stof te gaan en alle tegen hem gerichte maatregelen te bekrachtigen in het Privilege van de Ruwaard. Ondertussen dachten de Staten na over een meer diepgaande hervorming, die een jaar later haar beslag zou krijgen.

## Inhoud
Deze met de hertog onderhandelde constitutionele hervorming kreeg gestalte op 22 mei 1422 in de 28 artikelen van het Nieuw Regiment. Het was geen inhuldigingscharter, maar een verzoeningsverdrag tussen de hertog en zijn Staten, die handelden in samenspraak met Filips de Goede, met wie ze min of meer gelijklopende belangen hadden. Er waren 129 vermelde bezegelaars van het charter, vooral edellieden maar ook 34 steden en vrijheden. Uiteindelijk weigerden Brussel en 's-Hertogenbosch hun zegel aan het charter te hechten, mogelijk vanwege onvrede binnen de corporatieve midengroepen over het resultaat. Het charter bepaalde echter uitdrukkelijk dat eventuele ontbrekende zegels geen gevolgen zouden hebben voor de rechtsgeldigheid. De grotere stedelijke autonomie en het toezicht op het hertogelijke bestuur, in het bijzonder door Brussel, Leuven en Antwerpen, kwamen dus niet in gevaar.
Het Nieuw Regiment regelde de bestuurlijke organisatie van het hertogdom en trof voorzieningen om de misbruiken van de voorbije jaren tegen te gaan. Zo mochten schepenen en wethouders voortaan alleen nog uit Brabant komen (artikel 2). Hetzelfde gold voor de leden van de hertogelijke raad (artikel 25). De uittredende schepenen kregen het recht om een nieuw stadsbestuur aan te stellen als de hertog dat zou nalaten (artikel 3). Het nieuwe ambt van stadhouder werd gecreëerd om te voorzien in de vervanging van hertogelijke meiers, ammans of schouten op besluit van de steden (artikel 10). Voor rechtshandelingen die resulteerden in het verlies van grondgebied of inkomsten, konden geen oorkonden worden opgemaakt zonder de instemming van de wereldlijke standen (artikel 4). Diezelfde bepaling liet de wereldlijke Staten ook toe zelfstandig op te treden tegen wangedrag van hertogelijke ambtenaren. Voor het benoemen en ontslaan van hoge functionarissen had de hertog toestemming van zijn raad nodig (artikel 14). Voorts kon de hertog geen offensieve oorlog beginnen of allianties afsluiten zonder de instemming van minstens drie raadslieden (artikel 5), en mocht hij geen buitenlandse soldaten meer inhuren om het land te overvallen (artikel 7). Een actief ongehoorzaamheidsrecht was opgenomen in artikel 6, weliswaar minder doortastend dan in het Privilege van de Ruwaard, maar toch vernieuwend als recht op militaire zelfverdediging. De artikelen 17-22 waren vooral gericht op het tegengaan van corruptie en het regelen van de financiën. Het beëindigen van de polarisatie (partiscap ende tweescheidicheit) was de betrachting van de artikelen 23-25.

## Invloed
Verschillende bepalingen uit het Nieuw Regiment waren van invloed op de Blijde Inkomst van Filips van Sint-Pol in 1427, die echter als inhuldigingscharter een andere finaliteit had. De drie charters van 1421-1427 worden samen geanalyseerd als een sprong vooruit in het Brabants constitutionalisme. De Staten van Brabant waren versterkt en er kwam een soort ministeriële verantwoordelijkheid avant la lettre. Hoewel onder Filips de Goede een aantal van deze verworvenheden weer ongedaan werden gemaakt, had het Nieuw Regiment toch een blijvende impact op de Brabantse staatsinrichting.

## Archief
Een origineel van het Nieuw Regiment is bewaard in het Stadsarchief Leuven (Oud Archief, nr. 1349). Wellicht was er nog een origineel voor de adel en een ander voor de geestelijkheid.